# Marie-Ann Yemsi
Marie-Ann Yemsi, née en 1963, est une commissaire d'exposition germano-camerounaise, connue pour ses actions de promotion des artistes du continent africain, notamment depuis l'exposition Odyssées africaines en 2015.

## Biographie
Elle est née en Allemagne, en 1963, de parents allemands et camerounais. Marie-Ann Yemsi est diplômée de Sciences Po et titulaire d’un Master en Sociologie des Relations Internationales de l’Université Panthéon-Sorbonne. 
En 2005, elle fonde une agence de conseil en production culturelle, Agent Créatif(s). Dix ans plus tard, en 2015,  l'exposition Odyssées africaines qu'elle organise au centre culturel de Forest, Le Brass, à côté de Bruxelles, est particulièrement remarquée. Elle y interroge les résurgences de l'histoire dans l’œuvre contemporaine de dix-sept artistes, originaires de l’Afrique du Sud, du Botswana, de la République démocratique du Congo, du Mozambique, etc.,. En 2017, elle exerce à nouveau comme curatrice lors de plusieurs expositions internationales : pour Art Paris Art Fair au Grand Palais à Paris, pour Africa Now, un événement artistique soutenu par les Galeries Lafayette, toujours à Paris. Celle qui se définit comme une « passeuse » permettant aux artistes africains de gagner en visibilité, est aussi la commissaire de l’exposition « Le jour qui vient », à la Galerie des Galeries, et pour la 11e édition des Rencontres africaines de la photographie à Bamako,,,. En 2024, elle est désignée commissaire de Momenta Biennale d'art contemporain 2025.